# ويليام إف. بيل
ويليام إف. بيل هو سياسي كندي، ولد في 10 نوفمبر 1938 في تورونتو في كندا، وتوفي في 28 يوليو 2013 في ريتشموند هيل في كندا.